# Sugar Rush
Sugar Rush er en britisk tv-serie, baseret på romanen af samme navn skrevet af Julie Burchill, om den 15-årige Kims liv. I begyndelsen af serien er Kim i færd med at erkende sin egen identitet som lesbisk, samtidig som familien flytter fra London til Brighton ved Englands sydkyst.
I serien medvirker den danske skuespiller Thure Lindhardt i en birollerne.
Serien blev produceret af Shine Limited og sendt på britiske Channel 4, første gang i 2005. 
Channel 4 bekræftede i marts 2007 at der ikke vil blive produceret en 3. sæson af Sugar Rush.

## Medvirkende
- Kim (Olivia Hallinan)
- Sugar (Lenora Crichlow).
- Saint (Sarah Jane Potts).
- Stella (Sara Stewart)
- Nathan (Richard Lumsden)
- Dimitri (Thure Lindhardt)

## Priser
20. november 2006 blev serien tildelt den 34. internationale Emmypris, i kategorien «Børn og ungdom».